# SCANDAL (SCANDAL的專輯)
《SCANDAL》是SCANDAL的第3張精選輯，於2017年2月15日由Epic Records Japan Inc.發售。

## 概要
為《SCANDAL》成軍十週年的紀念專輯。共有34首由歌迷投票而出的精選，加上2首新歌《FREEDOM FIGHTERS》和《HELLO》。
另外分為初回生產限定盤、通常盤（初回仕様限定盤附特典）、完全生産限定盤等三種形態，初回生產限定盤附有一張DVD，通常盤的初回仕様限定盤附有歌迷活動參加券和五選一隨機成員寫真貼紙，完全生産限定盤T-Shirt。

## 收錄曲

### CD1
1. SCANDAL BABY [5:09]
2. Stamp! [4:26]
3. 少女S [3:12]
4. 高跟鞋踩浪 [5:00]
5. S.L.Magic [4:11]
6. Switch（スイッチ） [4:04]
7. Departure [4:40]
8. Hello! Hello! [4:28]
9. テイクミーアウト [3:41]
10. 下弦之月 [3:34]
11. OVER DRIVE [5:02]
12. LOVE SURVIVE [3:42]
13. 太陽與你所描繪的STORY [3:58]
14. 想見你（会いたい） [5:05]
15. 小小火焰（ちいさなほのお） [4:23]
16. EVERYBODY SAY YEAH! [3:44]
17. Image [4:28]
18. FREEDOM FIGHTERS [4:03]
作詞：RINA　作曲：MAMI　編曲：川口圭太 
為本專輯首次收錄曲目。

### CD2
1. 傷感瞬間 [3:43]
2. 太陽Scandalous [5:06]
3. Satisfaction（サティスファクション） [3:09]
4. LOVE ME DO [3:47]
5. 夜明けの流星群 [4:40]
6. 苦巧克力（スイッチ） [5:09]
7. 應該不會再見了、要保重喔 [4:21]
8. Welcome home [3:58]
9. Sisters [4:08]
10. DOLL [3:25]
11. Flashback No.5 [3:52]
12. 蜉蝣 -album mix- [4:25]
13. HARUKAZE [4:34]
14. one piece [5:51]
15. 聲（声） [4:48]
16. Your Song [3:43]
17. HELLO [4:31]
作詞：RINA　作曲：MAMI　編曲：江口亮 
為本專輯首次收錄曲目。
18. SCANDAL IN THE HOUSE [5:30]

## 外部連結
- 初回生產限定盤 （日語）
- 通常盤 （日語）
- 完全生産限定盤 （日語）